# 阿野公誠
阿野 公誠（あの きんみ）は、幕末の公家、明治時代初期の官僚、華族。麝香間祗候。

## 来歴
京都で非参議阿野実典の長男として生まれる。文政10年（1827年）3月22日に元服、昇殿を許される。天保14年（1843年）1月14日侍従 。左近衛権少将を経て、安政3年（1856年）12月22日左近衛中将に任じられる。安政5年（1858年）廷臣八十八卿列参事件にその名を連ねている。文久2年（1862年）8月16日には三条実美ほか公卿13名の連名で幕府にこびへつらう「四奸二嬪」（岩倉具視・久我建通・千種有文・富小路敬直・今城重子・堀河紀子）を弾劾する文書を関白近衛忠煕に提出した。同年11月4日参議、同時に議奏および国事御用掛を拝命する。文久3年（1863年）の八月十八日の政変で改めて議奏を命じられると当初は固辞して「議奏格」にとどまったが、結局12月になって議奏に還任、勅使として一橋慶喜に攘夷期限の決定を督促する朝旨を伝達しに遣わされた。横浜鎖港問題に際しては私心を捨て公論を取るとしてその建白を行っている。元治元年（1864年）8月に議奏を辞める。慶応4年（1868年）閏4月21日には権中納言に任じられる。
同年5月18日からは太政官の総裁局で庶務に従事する弁事として出仕、以後は新政府の参与、上局副議長、待詔院下局長官、集議院次官、留守次官兼京都府権知事、禄制取調御用掛、宮内少輔兼留守次官、宮内大丞などを歴任し、明治6年（1873年）5月17日に退官した。
明治8年（1875年）8月5日に隠居して家督を長男の実允に譲る。明治11年（1878年）6月20日には麝香間祗候となっている。

## 系譜
- 父：非参議阿野実典
- 母：不詳
  - 公誠
  - 室：坊城總子（権大納言坊城俊克次女）[1]
    - 長男：阿野実允（子爵）[1]
    - 長女：阿野しず子（子爵長谷信成室）[1]
    - 次男：櫛笥隆義（右近衛権中将櫛笥隆韶養子）[1]
    - 三男：北大路季敏（奈良華族 男爵北大路家祖）[1]

  - 弟：滋野井実在（右近衛中将滋野井為国養子）[1]